# René Ngoumba
René Ngoumba (* 2. September 1971) ist ein kamerunischer Straßenradrennfahrer.
René Ngoumba wurde 2006 auf dem sechsten Teilstück der Tour du Cameroun nach Mbalmayo Etappenzweiter. Außerdem belegte er bei dem kamerunischen Eintagesrennen Grand Challenge Mfoundi VI den dritten Platz. In der Saison 2007 fuhr Ngoumba für den Douala Velo Club. Bei der Tour du Cameroun konnte er in Yaoundé die zwölfte Etappe für sich entscheiden.

## Erfolge
2007
- eine Etappe Tour du Cameroun